# 深川村
深川村（ふかわそん）は、広島県安佐郡にあった村。旧高宮郡。

## 地理
- 河川 ： 三篠川、根ノ谷川

## 沿革
- 1889年4月1日 - 町村制施行に伴い下深川村、中深川村、諸木村、末光村、玖村、岩上村が合併して高宮郡深川村が成立。
- 1895年9月1日 - 大字諸木、末光、玖、岩上が落合村として分立。
- 1898年10月1日 - 高宮郡が沼田郡と合併して安佐郡となる。
- 1955年3月31日 - 落合村、口田村、狩小川村と合併して高陽町となり消滅。